# Maria di Sassonia-Weimar-Eisenach
Maria Luisa Alessandrina di Sassonia-Weimar-Eisenach (Weimar, 3 febbraio 1808 – Berlino, 18 gennaio 1877) è stata una nobile tedesca.

## Biografia
Era figlia di Carlo Federico di Sassonia-Weimar-Eisenach, Granduca di Sassonia-Weimar-Eisenach dal 1828 al 1853, e di Marija Pavlovna Romanova.
Maria è cresciuto alla corte di Weimar, che è stato considerato uno dei più liberale in Germania. Marie e la sorella di Augusta ricevettero una formazione completa, che si è concentrata sui doveri cerimoniali di corte. Questa educazione includeva lezioni di pittura da parte del pittrice di corte Louise Seidler e lezioni di musica dal maestro corte Johann Nepomuk Hummel.
Quando Maria aveva sedici anni incontrò per la prima volta il suo futuro marito, il principe Carlo di Prussia a Francoforte sull'Oder nel 1824. Carlo era figlio del re di Prussia Federico Guglielmo III di Prussia e di Luisa di Meclemburgo-Strelitz. Era il terzo figlio del re Federico Guglielmo III di Prussia e di Luisa di Meclemburgo-Strelitz. La Granduchessa Maria Pavlovna e le sue due figlie erano in viaggio in Russia, e venne organizzato un incontro tra suo fratello, il Granduca e lo zar Nicola, insieme a sua moglie Alexandra Feodorovna a Francoforte. Quando sono arrivati a Francoforte, sono stati accolti dal principe Carlo e suo fratello Guglielmo I. Nel corso della riunione, Carlo si innamorò di Maria.
Il matrimonio venne celebrato a Charlottenburg il 26 maggio 1827.

## Discendenza
Maria diede al marito tre figli:
- Principe Federico Carlo Nicola di Prussia (Berlino, 20 marzo 1828-Klein Glienicke, 15 giugno 1885), che sposò Maria Anna di Anhalt-Dessau;
- Principessa Maria Luisa Anna di Prussia (Berlino, 1º marzo 1829-Francoforte, 10 maggio 1901), che sposò Alessio, Langravio d'Assia-Philippsthal-Barchfeld;
- Principessa Maria Anna Federica di Prussia (Berlino, 17 maggio 1836-Francoforte, 12 giugno 1918), che sposò Federico Guglielmo d'Assia-Kassel.

Maria odiava sua sorella Augusta, in quanto moglie del principe ereditario Guglielmo, per questo facevano a gara sopra i vestiti, parrucche, e gioielli.
Morì il 18 gennaio 1877 a Berlino, all'età di sessantanove anni. Suo marito fece costruire una volta sotto la chiesa di San Pietro e Paolo, nei pressi dell'Isola dei pavoni sul lago Wannsee.

## Ascendenza
|                                            |                      |                                                | Genitori                                  |  |  | Nonni |  |  | Bisnonni                                       |  |  | Trisnonni                            |  |
|                                            |                      |                                                |                                           |  |  |       |  |  | Ernesto Augusto II di Sassonia-Weimar-Eisenach |  |  | Ernesto Augusto I di Sassonia-Weimar |  |
|                                            |                      |                                                |                                           |  |  |       |  |  | Ernesto Augusto II di Sassonia-Weimar-Eisenach |  |  | Ernesto Augusto I di Sassonia-Weimar |  |
|                                            |                      | Sofia Carlotta di Brandeburgo-Bayreuth         |                                           |  |  |       |  |  | Ernesto Augusto II di Sassonia-Weimar-Eisenach |  |  |                                      |  |
| Carlo Augusto di Sassonia-Weimar-Eisenach  |                      |                                                |                                           |  |  |       |  |  | Ernesto Augusto II di Sassonia-Weimar-Eisenach |  |  |                                      |  |
|                                            |                      | Anna Amalia di Brunswick-Wolfenbüttel          | Carlo I di Brunswick-Wolfenbüttel         |  |  |       |  |  |                                                |  |  |                                      |  |
|                                            |                      | Anna Amalia di Brunswick-Wolfenbüttel          | Carlo I di Brunswick-Wolfenbüttel         |  |  |       |  |  |                                                |  |  |                                      |  |
|                                            |                      | Anna Amalia di Brunswick-Wolfenbüttel          | Filippina Carlotta di Prussia             |  |  |       |  |  |                                                |  |  |                                      |  |
| Carlo Federico di Sassonia-Weimar-Eisenach |                      | Anna Amalia di Brunswick-Wolfenbüttel          |                                           |  |  |       |  |  |                                                |  |  |                                      |  |
|                                            |                      | Luigi IX d'Assia-Darmstadt                     | Luigi VIII d'Assia-Darmstadt              |  |  |       |  |  |                                                |  |  |                                      |  |
|                                            |                      | Luigi IX d'Assia-Darmstadt                     | Luigi VIII d'Assia-Darmstadt              |  |  |       |  |  |                                                |  |  |                                      |  |
|                                            |                      | Luigi IX d'Assia-Darmstadt                     | Carlotta di Hanau-Lichtenberg             |  |  |       |  |  |                                                |  |  |                                      |  |
| Luisa Augusta d'Assia-Darmstadt            |                      | Luigi IX d'Assia-Darmstadt                     |                                           |  |  |       |  |  |                                                |  |  |                                      |  |
|                                            |                      | Carolina del Palatinato-Zweibrücken-Birkenfeld | Cristiano III del Palatinato-Zweibrücken  |  |  |       |  |  |                                                |  |  |                                      |  |
|                                            |                      | Carolina del Palatinato-Zweibrücken-Birkenfeld | Cristiano III del Palatinato-Zweibrücken  |  |  |       |  |  |                                                |  |  |                                      |  |
|                                            |                      | Carolina del Palatinato-Zweibrücken-Birkenfeld | Carolina di Nassau-Saarbrücken            |  |  |       |  |  |                                                |  |  |                                      |  |
| Maria di Sassonia-Weimar-Eisenach          |                      | Carolina del Palatinato-Zweibrücken-Birkenfeld |                                           |  |  |       |  |  |                                                |  |  |                                      |  |
|                                            | Pietro III di Russia | Carlo Federico di Holstein-Gottorp             |                                           |  |  |       |  |  |                                                |  |  |                                      |  |
|                                            | Pietro III di Russia | Carlo Federico di Holstein-Gottorp             |                                           |  |  |       |  |  |                                                |  |  |                                      |  |
|                                            | Pietro III di Russia | Anna Petrovna Romanova                         |                                           |  |  |       |  |  |                                                |  |  |                                      |  |
| Paolo I di Russia                          | Pietro III di Russia |                                                |                                           |  |  |       |  |  |                                                |  |  |                                      |  |
|                                            |                      | Caterina II di Russia                          | Cristiano Augusto di Anhalt-Zerbst        |  |  |       |  |  |                                                |  |  |                                      |  |
|                                            |                      | Caterina II di Russia                          | Cristiano Augusto di Anhalt-Zerbst        |  |  |       |  |  |                                                |  |  |                                      |  |
|                                            |                      | Caterina II di Russia                          | Giovanna di Holstein-Gottorp              |  |  |       |  |  |                                                |  |  |                                      |  |
| Marija Pavlovna Romanova                   |                      | Caterina II di Russia                          |                                           |  |  |       |  |  |                                                |  |  |                                      |  |
|                                            |                      | Federico II Eugenio di Württemberg             | Carlo I Alessandro di Württemberg         |  |  |       |  |  |                                                |  |  |                                      |  |
|                                            |                      | Federico II Eugenio di Württemberg             | Carlo I Alessandro di Württemberg         |  |  |       |  |  |                                                |  |  |                                      |  |
|                                            |                      | Federico II Eugenio di Württemberg             | Maria Augusta di Thurn und Taxis          |  |  |       |  |  |                                                |  |  |                                      |  |
| Sofia Dorotea di Württemberg               |                      | Federico II Eugenio di Württemberg             |                                           |  |  |       |  |  |                                                |  |  |                                      |  |
|                                            |                      | Federica Dorotea di Brandeburgo-Schwedt        | Federico Guglielmo di Brandeburgo-Schwedt |  |  |       |  |  |                                                |  |  |                                      |  |
|                                            |                      | Federica Dorotea di Brandeburgo-Schwedt        | Federico Guglielmo di Brandeburgo-Schwedt |  |  |       |  |  |                                                |  |  |                                      |  |
|                                            |                      | Federica Dorotea di Brandeburgo-Schwedt        | Sofia Dorotea di Prussia                  |  |  |       |  |  |                                                |  |  |                                      |  |
|                                            |                      | Federica Dorotea di Brandeburgo-Schwedt        |                                           |  |  |       |  |  |                                                |  |  |                                      |  |